# Route nationale 656
Die Route nationale 656, kurz N 656 oder RN 656, war eine französische Nationalstraße, die von 1933 bis 1973 zwischen einer Kreuzung mit der ehemaligen Nationalstraße 653 südwestlich von Cahors und einer Kreuzung mit der Nationalstraße 626 bei Cazaubon verlief. Ihre Länge betrug 149,5 Kilometer. Seit 2004 ist der Abschnitt zwischen Gabarret und Cazaubon wieder als Nationalstraße beschildert und bildet einen Teil der Itinéraire à Grand Gabarit.